# Munalaskme
Munalaskme är en by i Estland. Den ligger i Saue kommun i landskapet Harjumaa, i den västra delen av landet, 40 km sydväst om huvudstaden Tallinn. Antalet invånare var 98 år 2011.
Munalaskme ligger 30 meter över havet och terrängen runt byn är mycket platt. Runt Munalaskme är det glesbefolkat, med 11 invånare per kvadratkilometer. Närmaste större samhälle är Keila, 15 km nordost om Munalaskme. Den tillhörde Nissi kommun 1992-2017. I omgivningarna runt Munalaskme växer i huvudsak blandskog.